# Liste des édifices labellisés « Maisons des Illustres » dans les Hauts-de-France
Cet article recense les édifices possédant le label « Maisons des Illustres » dans les Hauts-de-France, en France. 
Au début 2024, la région compte dix édifices ainsi labellisés.

## Liste
| Édifice                            | Personnalité                | Département | Commune              | Référence | Protection        | Coordonnées                 | Photo |
| ---------------------------------- | --------------------------- | ----------- | -------------------- | --------- | ----------------- | --------------------------- | ----- |
| Maison de Camille et Paul Claudel  | Camille et Paul Claudel     | Aisne       | Villeneuve-sur-Fère  | MI231     | Inscrit MH (1964) | 49° 10′ 43″ N, 3° 28′ 25″ E |       |
| Maison de Saint-Just               | Louis Antoine de Saint-Just | Aisne       | Blérancourt          | MI221     | Inscrit MH (1987) | 49° 30′ 54″ N, 3° 08′ 58″ E |       |
| Maison familiale d'Henri Matisse   | Henri Matisse               | Aisne       | Bohain-en-Vermandois | MI124     |                   | 49° 59′ 12″ N, 3° 27′ 23″ E |       |
| Maison natale de Condorcet         | Nicolas de Condorcet        | Aisne       | Ribemont             | MI125     | Inscrit MH (1990) | 49° 47′ 48″ N, 3° 27′ 39″ E |       |
| Musée Jean-de-La-Fontaine          | Jean de La Fontaine         | Aisne       | Château-Thierry      | MI126     | Classé MH (1910)  | 49° 02′ 48″ N, 3° 24′ 00″ E |       |
| Musée Jean-Racine                  | Jean Racine                 | Aisne       | La Ferté-Milon       | MI190     |                   | 49° 10′ 29″ N, 3° 07′ 37″ E |       |
| Maison forestière Wilfred-Owen     | Wilfred Owen                | Nord        | Ors                  | MI116     |                   | 50° 06′ 55″ N, 3° 37′ 24″ E |       |
| Maison natale de Charles de Gaulle | Charles de Gaulle           | Nord        | Lille                | MI117     | Inscrit MH (1989) | 50° 38′ 46″ N, 3° 03′ 32″ E |       |
| Villa Marguerite-Yourcenar         | Marguerite Yourcenar        | Nord        | Saint-Jans-Cappel    | MI118     |                   | 50° 46′ 47″ N, 2° 43′ 38″ E |       |
| Maison de Jules Verne              | Jules Verne                 | Somme       | Amiens               | MI127     | Inscrit MH (1998) | 49° 53′ 16″ N, 2° 18′ 07″ E |       |